# Trybunał Skarbowy Wielkiego Księstwa Litewskiego
Trybunał Skarbowy Wielkiego Księstwa Litewskiego – najwyższa izba obrachunkowa Wielkiego Księstwa Litewskiego. Miała siedzibę w Wilnie, dlatego nazywano ją także Trybunałem Wileńskim, obradował również w Mińsku i Nowogródku. W 1764 roku jego funkcje przejęły komisje skarbowe. W swoich funkcjach tożsama z Trybunałem Skarbowym Koronnym.
Trybunały Skarbowe sprawowały nadzór nad finansowaniem wojska. Do ich zadań należało kontrolowanie regularności wypłat pieniędzy wojsku, rozsądzanie spraw zaległych świadczeń oraz sporów między podatnikami a armią. Trybunały powołane uchwałami Sejmu niemego na dwa lata, stały się organami stałymi, corocznie obradującymi przez 6 tygodni. Trybunał  litewski obradował na zmianę w Grodnie, Wilnie, Mińsku i Nowogródku. Stałość Trybunałów usankcjonowały konstytucje sejmowe z 1726 i 1736 roku, a istniały do 1764 roku,  kiedy to ich zadania przejęły komisje skarbowe. Trybunał litewski został w 1726 roku podporządkowany Trybunałowi Głównemu, działając w jego obrębie jako samodzielna izba.